# Munich Spatzen
Der Munich Spatzen e. V. ist ein Flag-Football-Verein aus München und spielt in der DFFL (Deutsche Flag Football Liga), der höchsten Spielklasse in Deutschland.

## Geschichte
Die Munich Spatzen wurden 2010 von einer Gruppe Studierender ins Leben gerufen. Seit dem 4. Februar 2018 sind die Munich Spatzen ein eingetragener Verein. In den ersten Jahren nahm das Team am Spielbetrieb der österreichischen Flag Liga Start, an den deutschen Hochschulmeisterschaften und an zahlreichen Fun-Turnieren teil.
Bei den adh-Open Flag Football gewannen die Munich Spatzen in den Jahren 2011, 2016 und 2019 den Titel. Mit drei Hochschulmeisterschaften und zahlreichen Podestplatzierungen gehören die Munich Spatzen zu den erfolgreichsten Flag Football-Teams im Unisport.
Da es in Deutschland erst seit 2016 mit der DFFL einen organisierten Ligabetrieb gibt, nahmen die Munich Spatzen von 2012 bis 2018 an der Flag Liga Start in Österreich teil und konnten diese in den Jahren 2012, 2015, 2016 und 2018 gewinnen.
Seit 2016 nehmen die Munich Spatzen am Spielbetrieb der DFFL teil. 2019, 2020 und 2022 wurde der Verein deutscher Vizemeister. 2024 konnten sich die Munich Spatzen im Finalspiel des Final 8 gegen die Walldorf Wanderers durchsetzen und somit erstmals die deutsche Meisterschaft gewinnen.

## Damenteam
2024 nahmen die Munich Spatzen in einer Spielgemeinschaft zusammen mit den Augsburg Lions und den Augsburg Rooks an der neugegründeten DFFLF (Deutsche Flag Football Liga der Frauen) teil. Die Hauptrunde wurde als bestes Team abgeschlossen. Beim Final 4 der DFFLF sicherte sich die Spielgemeinschaft die deutsche Meisterschaft gegen die Walldorf Wanderers Ladies.

## Erfolge
- 2024 Deutscher Meister DFFL
- 2024 Deutscher Meister DFFLF
- 2022 Deutscher Vizemeister DFFL
- 2021 Deutscher Vizemeister DFFL
- 2019 Deutscher Vizemeister DFFL
- 2018 Gewinn der adh-Open Flag Football
- 2016 Gewinn der adh-Open Flag Football
- 2011 Gewinn der adh-Open Flag Football

## Teams der  Munich Spatzen
- Munich Spatzen DFFL
- Munich Spatzen II DFFL 2
- Munich Spatzen III Regionalliga Bayern
- Munich Spatzen IV Bayernliga
- SG Augsburg Lions DFFLF
- Munich Spatzen U19 5er-Flag
- SG Cowboys / Spatzen U16 5er-Flag